# Qassam

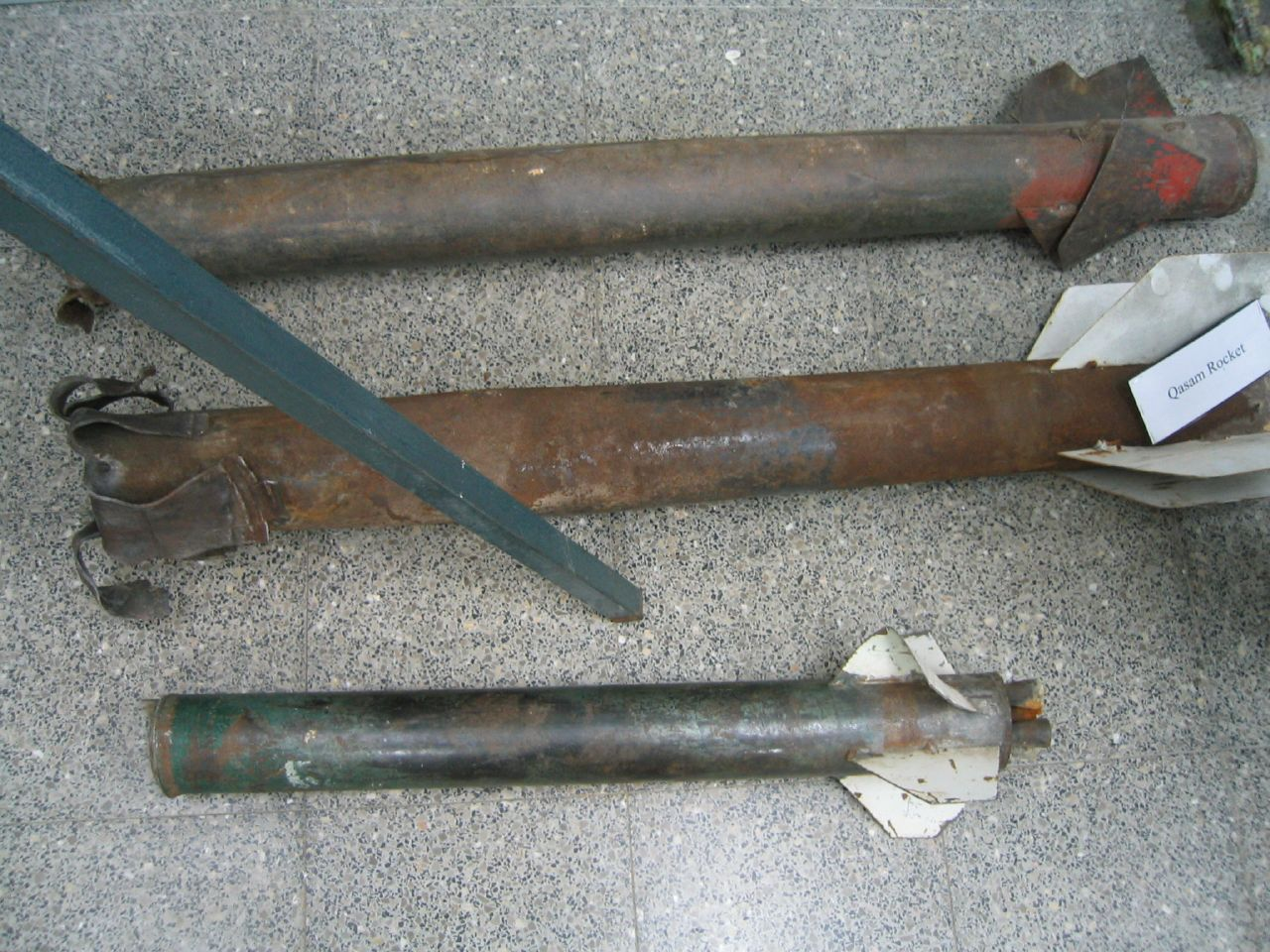
Qassam di varie generazioni.

Il razzo Qassam (in arabo صاروخ القسام‎?, Ṣārūkh al-Qassām; anche Kassam) è un rudimentale razzo in acciaio, lungo circa 70 cm e pieno di esplosivo, prodotto da Hamas. Tali ordigni, che non hanno bisogno di strutture particolari per essere lanciati, sono privi di qualsiasi sistema di guida e sono facilmente trasportabili nel luogo di lancio. Nel corso di sette anni di conflitto, dal 2000 al 2007, questi ordigni hanno provocato 10 vittime.
Il razzo Qassam ha acquisito notevole notorietà per il suo uso durante il conflitto israelo-palestinese.

## Storia

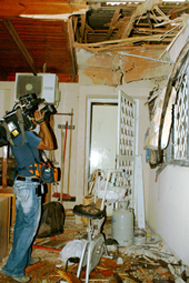
Una casa di Sderot danneggiata da un razzo Qassam, maggio 2006.

Il razzo Qassam prende il suo nome da ʿIzz al-Dīn al-Qassām, che ha dato anche il nome al braccio armato di Hamas, le Brigate ʿIzz al-Dīn al-Qassām.
Il loro sviluppo è iniziato intorno all'inizio del 2000 a opera di Nidal Fathi Rabah Farhat e Adnan al-Ghul, successivamente uccisi dalle forze israeliane.
Secondo fonti israeliane non altrimenti confermate, tali razzi, scarsamente intercettabili, nascono grazie al contributo tecnologico e finanziario di Siria e Iran, intenzionate a mettere in difficoltà lo Stato ebraico: arrecano danni assai limitati e comunque non paragonabili a quelli delle armi convenzionali di cui dispone Tsahal (l'esercito israeliano), ma hanno forte impatto sulla popolazione israeliana che vive nelle zone limitrofe fino a 45 km dal luogo di lancio, che ha risentito della perdita di alcune vite umane e che hanno subito danni materiali.
La loro economicità e la relativa facilità di costruzione rende la minaccia cronica, non limitata a un arco di tempo come possono essere la tradizionale intifada e gli attentati suicidi, complicati da organizzare e lunghi da attuare. Il ritiro di Tsahal da Gaza, ancora secondo fonti israeliane, ha dato l'opportunità alle milizie armate palestinesi di estendere il loro controllo sul territorio, permettendo una maggiore frequenza di lanci.
Il numero totale di Qassam lanciati dal 2000 al 6 gennaio 2009 è di 8621 unità. I morti causati da questi razzi dal 2000 al 2007 sono stati 10.
Le città più colpite sono state Ashkelon e Sderot, le più vicine a Gaza. A partire dal gennaio 2006, la gittata dei razzi impiegati è passata da 10 a 45 km, raggiungendo anche la città di Gedera, 45 km a nord della Striscia di Gaza e appena 40 km da Tel Aviv.
Dalla fine dell'operazione Piombo Fuso del gennaio 2009, contro il territorio israeliano sono stati scagliati un centinaio di razzi, con una recrudescenza nelle prime settimane del marzo 2010.
Nel novembre 2012 si è assistito a un'ulteriore recrudescenza dei lanci, con centinaia di razzi (tra cui un Fajr 5) lanciati dalla Striscia di Gaza - alcuni dei quali hanno raggiunto Tel Aviv - e tre vittime civili israeliane a Kreat Mlakhi. Gli israeliani hanno risposto con raid di contrasto soprannominato Pilastro di Sicurezza, della durata di un'ora, contro 70 obiettivi mirati palestinesi, causando 19 morti e 200 feriti.
Il 7 ottobre 2023 il lancio di migliaia di razzi Qassam ha accompagnato l'attacco di milizie palestinesi di Hamas verso installazioni militari e kibbutz in territorio di Israele e che ha dato il via al Conflitto Gaza-Israele del 2023. L'attacco missilistico è stato così intenso da mettere in difficoltà il sistema di difesa israeliano Iron Dome.

## Analisi tecnica
L'obiettivo della progettazione del razzo Qassam sembra essere la facilità e la rapidità di produzione, utilizzando strumenti e componenti comuni che passino attraverso lo stretto embargo israeliano. A tal fine, i razzi sono azionati da una miscela solida composta da semplice zucchero e da nitrato di potassio, un fertilizzante ampiamente disponibile. La testata è piena di trinitrotoluene e nitrato di urea, altro fertilizzante ampiamente disponibile.
Il razzo è costituito da un cilindro - di norma un tubo - di acciaio, contenente un blocco rettangolare di propellente. Un piatto di acciaio che sostiene le forme e gli ugelli è saldato alla base del cilindro, mentre la testata è costituita da un semplice guscio di metallo che circonda l'esplosivo.
Human Rights Watch e Amnesty International hanno affermato che i lanci di Qassam nel contesto del conflitto israelo-palestinese mettono a rischio vite civili e violano il diritto internazionale, poiché l'assenza di un qualsiasi meccanismo di guida da tale sistema d'arma ne rende incontrollabile la traiettoria e l'obiettivo da colpire nei centri abitati israeliani.
|                          | Qassam 1 | Qassam 2 | Qassam 3 | Qassam 4 | Grad  | WS-1E | Qassam M75 |
| ------------------------ | -------- | -------- | -------- | -------- | ----- | ----- | ---------- |
| Lunghezza [cm]           | 79       | 180      | 200+     |          | 283   | 294   |            |
| Diametro [cm]            | 6        | 15       | 17       |          | 12,2  | 12,2  |            |
| Peso [kg)                | 5,5      | 32       | 90       |          | 72    | 74    |            |
| Carico di esplosivo [kg] | 0,5      | 5-7      | 10       |          | 18    | 18-22 |            |
| Raggio d'azione [km]     | 3        | 8-10     | 10       | 15-17    | 18-20 | 34-45 | 70-75      |

Il Qassam non è altro che un razzo e, quindi (a differenza del missile), non è guidato ed è a corto raggio. Ha un basso potenziale esplosivo e un alto tasso di errore sul bersaglio che s'intende colpire. Per questi motivi i soldati israeliani lo definiscono ironicamente un «incrocio tra un proiettile di artiglieria e un fuoco artificiale». Non è in grado di colpire con precisione un bersaglio, tanto che spesso termina la parabola contro abitazioni di palestinesi, come testimoniato dal giornalista Davide Frattini del Corriere della Sera, ma può risultare in qualche modo efficace in ridotte azioni di fuoco sporadico su bersagli di vaste estensioni come possono essere città o basi militari.
Generalmente si tende a riconoscere tre stadi dello sviluppo del Qassam, forse quattro (l'individuazione di un nuovo standard è spesso difficile, proprio per la approssimazione e la creatività produttiva dei vari nuclei palestinesi) che chiameremo:
- Qassam-1
- Qassam-2
- Qassam-3
- Qassam-4

Si possono generalmente riconoscere in tutti i razzi prodotti alcune linee fondamentali di costruzione: l'arma è divisa in tre parti distinte: testata, sistema propulsivo, stabilizzatore di coda.
La semplicità di costruzione rende superflua qualsiasi analisi tecnica approfondita, sembra comunque che la testata sia incastonata in un'anima di acciaio e sia convenzionale.
Il sistema propulsivo, estremamente rudimentale, si basa sulla reazione chimica ricavata dalla combustione: i componenti sono solitamente nitrato di potassio e zucchero, anche se esistono varianti (ricavate da fertilizzanti e sostanze chimiche quali lo zolfo).
Le alette della parte posteriore servono per dare un minimo di stabilità e direzione al razzo. Il razzo non prevede poi alcun sistema di autodetonazione (come per esempio spolette o fusi di prossimità), ragione per cui molti razzi arrivano al suolo senza esplodere.
Il lancio avviene attraverso semplici piani inclinati, a volte associati a tubi di invito o rampe. Esistono anche versioni assai rozze del razzo Qassam, prive di carico esplosivo e del tutto simili ad armi medioevali, ossia i proietti utilizzati con le catapulte.

## Qassam-1
Il Qassam-1 possiede un raggio di azione attorno ai 4,5 km una lunghezza di 79 cm, un peso di 0,5 kg di carica esplosiva.
Una minaccia limitata in tutte le sue caratteristiche, ma che nel 2001 fu il primo passo di conoscenze missilistiche in evoluzione.

## Qassam-2
L'esperienza porta i nuclei armati all'elaborazione nel 2003 del razzo Qassam-2. Questo razzo dispone di componenti interne (induttori di carica, stabilizzatori, propellente) forse contrabbandate dal vicino Egitto. Le dimensioni si aggirano sui 2 m di lunghezza e il raggio d'azione raddoppia a circa 9 km. Completamente ripensata la testata, si aggira sui 5–7 kg.
Il diametro è di 15 cm ancora lontano dai 122 mm Grad, l'arsenale standard di Hezbollah. È il protagonista dei danni (e dei morti) su Ashkelon e Sderot.

## Qassam-3/4
Attualmente in sviluppo ma forse già operativa nella Cisgiordania è la generazione Qassam-3: si parla soprattutto di un raggio migliorato a 10 km così come 10 sono i chilogrammi di esplosivo. Una protezione seria, ma ancora molto limitata in senso operativo.
Si parla anche di un nuovo Qassam-4, acquisito in un prossimo futuro: il suo raggio d'azione dovrebbe essere esteso a 17 km e dotato di una carica esplosiva maggiore.

## Aspettative future del progetto Qassam

Grafico mensile di razzi Qassām lanciati dalla Striscia di Gaza.

Queste continue implementazioni sono attentamente monitorate da Israele. Lo sviluppo dei Qassām è comunque in continua evoluzione e ciò rende arduo un preciso tentativo di classificazione: mentre si parlava di alcune tipologie di Qassām in grado di raggiungere i 40 km e di portare una carica esplosiva maggiore (alcuni razzi raggiungono anche i 155 mm di diametro), è diventato operativo il Qassām M75, con gittata di 75 chilometri, in grado di colpire quindi città israeliane come Tel Aviv, Ashkelon, Beersheva e la stessa Gerusalemme, come dimostrato dalla crisi che ha caratterizzato Gaza nel novembre del 2012 e che ha dato origine alla distruttiva replica israeliana (Operazione Colonna di nuvole).

Questa confusione di modelli, dimensioni, diametri deriva soprattutto dalla mancata uniformità di produzione: ogni cellula ha il suo Qassām, le sue capacità tecnico/economiche e i suoi scopi finali (segno di debolezza strutturale, ma anche di imprevedibilità nelle azioni).
Il capo dello Shin Bet (il servizio di sicurezza interno israeliano) ha dichiarato che al ritmo attuale nel 2015 la Palestina diventerà un «secondo fronte Libano per quanto riguarda la minaccia di razzi».

## Razzi spesso scambiati per Qassam

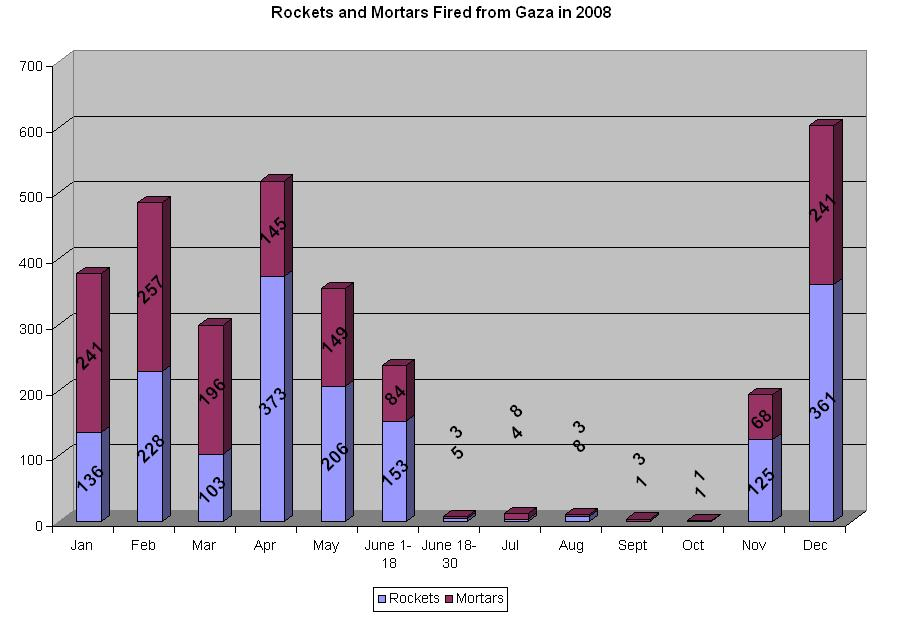
Colpi di mortaio e razzi Qassam caduti su Israele nel 2008.

Altri gruppi militanti palestinesi hanno sviluppato anche altri tipi di razzi artigianali, ma sono molto meno comuni rispetto al Qassam sviluppato da Hamas. I media si riferiscono in genere a tutti i proiettili palestinesi ad alta traiettoria chiamandoli sommariamente razzi Qassam o, addirittura, missili Qassam, laddove si chiamano più propriamente razzi quelli, ad esempio lanciati dal Libano da Hezbollah, del tipo Katyusha.
- Movimento per il Jihad Islamico in Palestina (spesso chiamato Jihād Islamica palestinese - al-Quds 101 & 2
- Comitati Popolari di Resistenza - al-Nasser 3
- Tanzim - al-Saria 2
- Fath - al-Kifah